# تانیا لیزاردو
تانیا لیزاردو (انگلیسی: Tania Lizardo؛ زادهٔ ۱۰ اکتبر ۱۹۸۹) بازیگر اهل مکزیک است. وی از سال ۲۰۰۹ میلادی تاکنون مشغول فعالیت بوده است.